# Erica passerinoides
Erica passerinoides är en ljungväxtart som först beskrevs av Harry Bolus, och fick sitt nu gällande namn av E.G.H. Oliver. Erica passerinoides ingår i släktet klockljungssläktet, och familjen ljungväxter. Inga underarter finns listade i Catalogue of Life.